# Cris Urena
Cris Urena (4 de septiembre de 1991) es una modelo dominicana.

## Vida y carrera
Urena se mudó a Worcester, Massachusetts, Estados Unidos cuando todavía estaba en la escuela. Se trasladó a Nueva York en abril de 2011. Su primer contrato fue con Victoria’s Secret. Desde entonces Urena ha trabajado para numerosas marcas, más notablemente para Ralph Lauren. Apareció en Sports Illustrated Swimsuit Issue en el año 2014.